# Đondraši
Đondraši su naselje u općini Kakanj, Federacija Bosne i Hercegovine, BiH.

## Stanovništvo
Na temelju božićnog blagoslova obitelji sutješka rimokatolička župa sv. Ivana Krstitelja napravila je statističke podatke o broju obitelji i župljana po selima u svojoj župi za 2017. godinu. U podatke su uračunani samo oni, koji žive stalno ili minimalno 6 mjeseci na području župe. U Đondrašima je bila 1 osoba.